# Ratto di Deianira (Luca Giordano)
Ratto di Deianira è un dipinto a olio su tela di Luca Giordano. È conservato presso la Galleria Regionale del Palazzo Abatellis di Palermo. Proviene da una collezione privata.